# František Morávek
František Morávek (31. března 1834 – 23. února 1918) byl rakouský a český mlynář a politik, v 2. polovině 19. století poslanec Českého zemského sněmu.

## Biografie
Profesí byl majitelem mlýna v Opatovicích nad Labem, po dvě volební období byl okresním starostou v Pardubicích.
V 70. letech 19. století se zapojil i do zemské politiky. V doplňovacích volbách roku 1876 byl zvolen na Český zemský sněm v kurii venkovských obcí (obvod Pardubice – Holice – Přelouč). Nahradil dosavadního poslance Jiljí Vratislava Jahna, který z taktických důvodů ukončil svou politickou činnost. V rámci politiky pasivní rezistence (český bojkot zemského sněmu) ale Morávek mandát nepřevzal a byl jej pro absenci zbaven. Následně byl manifestačně opět zvolen v doplňovacích volbách roku 1877. Uspěl za svůj obvod i v řádných volbách roku 1878 a volbách roku 1883.
Patřil k staročeské straně (Národní strana).